# Neolarra vandykei
Neolarra vandykei är en biart som beskrevs av Michener 1939. Neolarra vandykei ingår i släktet Neolarra och familjen långtungebin. Inga underarter finns listade i Catalogue of Life.